# Vanessa Rubin

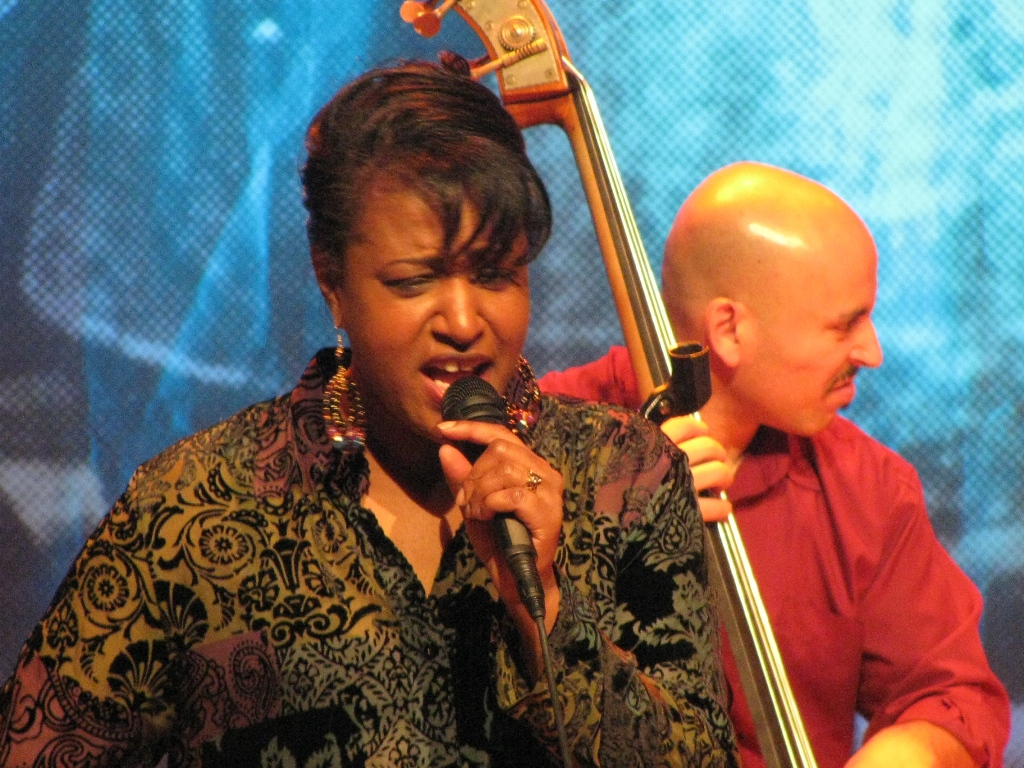
Vanessa Rubin

Vanessa Kay Rubin (* 14. März 1957 in Cleveland, Ohio) ist eine amerikanische Jazzmusikerin, die vor allem als Vokalistin Beachtung findet.

## Leben und Wirken
Rubin entstammt einer Musikerfamilie mit Wurzeln in Trinidad und Louisiana. Bereits als Kind hatte sie Klavierunterricht; in der High School kam die Querflöte hinzu. Sie trat mit einem Quartett auf und nahm bei Frank Foster Stunden. Nachdem sie an der Ohio State University ihren Bachelor in Journalismus absolviert hatte, nahm sie an einer Misswahl in Ohio teil, wo sie mit ihrem Vortrag von „God Bless the Child“ einen Erfolg erzielte; daraufhin beschloss sie, Jazz zu singen und gründete eine eigene Gruppe, mit der sie Cleveland auftrat. 1982 zog sie nach New York City, wo sie schon bald im Sweet Basil und im Village Vanguard mit dem Quartett von Pharoah Sanders auftrat. Sie arbeitete zunächst als Lehrerin an öffentlichen Schulen und bildete sich bei Barry Harris an dessen „Jazz Cultural Theatre“ weiter; daneben trat sie in den Gruppen von George Coleman, Lionel Hampton und Mercer Ellington auf und war 1984 auch in Ostasien auf Tournee. 1991 veröffentlichte sie ihr stark beachtetes Debütalbum „Soul Eyes“ mit Kirk Lightsey, Cecil McBee und Lewis Nash und wechselte dann ins Profilager. Daraufhin folgten Auftritte in der Carnegie Hall und bei internationalen Festivals. Sie trat weiterhin mit Kenny Barron, Etta Jones, Toots Thielemans und Cedar Walton auf. Auf internationaler Tournee war sie mit Herbie Hancock, Woody Herman und den Jazz Crusaders.
Auf ihrem Tributalbum für Carmen McRae, „I'm Glad There Is You“ (1994), wird sie von Gästen wie Grover Washington, Frank Foster, Antonio Hart, Cecil Bridgewater, Kenny Burrell und Monty Alexander begleitet. Für das Album „Pastiche'“ (1993) arbeiteten Cecil Bridgewater, Steve Turré und Houston Person mit ihr zusammen. Das Album „New Horizons“ ermöglichte ihr auch Ausflüge in den Rhythm and Blues. Auf Clark Terrys Album „Live on QE2“ interpretierte sie „Just Squeeze Me“. Sie wirkte auch an Aufnahmen von Kenny Burrell, James Williams, Dennis Rowland und dem „East Carolina University Orchestra“ mit.

## Diskographische Hinweise
- 2019: The Dream is You – Vanessa Rubin Sings Dameron (Nibur)
- 2001: Girl Talk (Telarc)
- 1999: Language of Love (Telarc)
- 1995: Vanessa Rubin Sings (Novus) mit Kevin Eubanks und Toots Thielemans
- 1991: Soul Eyes (Novus)

## Lexigraphische Einträge
- Martin Kunzler: Jazz-Lexikon. Band 2: M–Z (= rororo-Sachbuch. Bd. 16513). 2. Auflage. Rowohlt, Reinbek bei Hamburg 2004, ISBN 3-499-16513-9.